# Genera et Species Asterearum
Genera et Species Asterearum (abreviado Gen. Sp. Aster.) es un libro con ilustraciones y descripciones botánicas que fue escrito por el botánico alemán Christian Gottfried Daniel Nees von Esenbeck. Fue publicado en el año 1832.